# 藤堂高秭
藤堂 高秭（とうどう たかやつ）は、伊勢久居藩の第14代藩主。久居藩藤堂家14代。久居陣屋の主。

## 生涯
寛政3年（1791年）4月12日、第7代藩主・藤堂高敦（伊勢津藩の第9代藩主・藤堂高嶷）の十男として生まれる。文政元年（1818年）12月18日に同母兄で第13代藩主の高邁が隠居し、高邁の子・高聴が9歳という幼少のため、兄の養子となって家督を継ぎ、12月28日に従五位下・佐渡守に叙位・任官する。
文政4年（1821年）3月20日に久居焼けという大火に見舞われ、直後に旱魃が起こるなどして藩政は悪化した。このため、文政5年（1822年）から藩政改革に着手し、文武の奨励や有能な人材登用に努め、文政6年（1823年）1月には経費節減、文政8年（1825年）に家臣の半知借上、孤児の救済、天保2年（1831年）12月8日に役人の知行を改定するなどしている。これらは成功して財政は再建された。

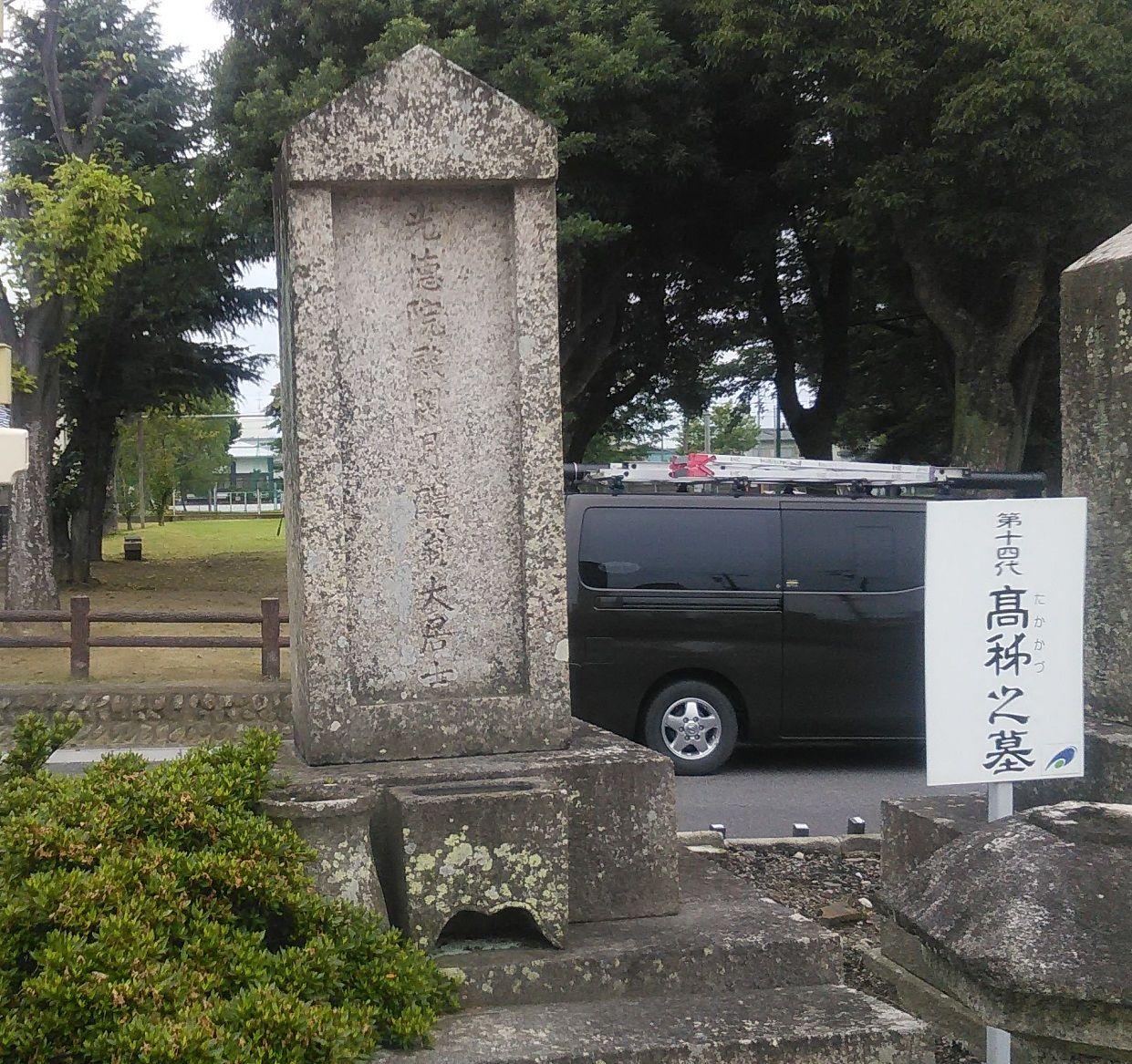
藤堂高秭の墓(寒松院)

天保3年（1832年）3月9日、家督を養子の高聴に譲って隠居し、造酒正に遷任する。嘉永4年（1851年）2月21日、江戸で死去した。享年61。
逸話として、高秭の善政を慕った領民が、天保4年（1833年）に250束の薪を献上したといわれている。

## 系譜
父母
- 藤堂高嶷（実父）
- 智峯院 ー 今津氏（実母）
- 藤堂高邁（養父）

正室
- 善姫、倍寿院 ー 内藤政韶の三女

子女
- 石田鉄雄（長男）
- 土井利則（四男）
- 整子 ー 植浜直記室
- 細子 ー 今井孫八郎の養女
- 鈴子 ー 遠山卯右衛門室
- 重卯子 ー 横浜内記室
- 錫子 ー 岡本弥一郎室
- 寅久子 ー 津軽承保正室後に本庄道美継室
- 鋤抵若

養子
- 藤堂高聴 ー 藤堂高邁の五男